# 야간족

코노 수르 지역의 원주민들

야간족(Yaghan) 또는 야마나족(Yamana)는 남아메리카 남단의 코노 수르 지역에서도 가장 남쪽 도서 지역의 원주민이다. 파타고니아의 도서 지역, 즉 티에라델푸에고 제도에 분포하였으며 혼곶까지도 퍼져 살았다. 인류 중 지구 최남단에 자리잡은 민족으로 여겨진다. 인근의 셀크남족보다는 북쪽의 여러 민족들과 연관성이 더 많은 것으로 추정된다.
이들의 생활은 유목과 수렵채집으로 이루어졌다. 또한 이들은 카누를 만들어 타고 섬 간을 오가면서 음식을 얻었으며, 바다사자들을 사냥하기도 했다. 해당 지역의 날씨는 굉장히 추웠음에도 불구하고 이들은 유럽인들과 접촉하기까지 옷을 전혀 입지 않고 생활하였다. 대신 추위로부터 몸을 지키기 위해 작은 불을 피워 주위에 모였으며, 섬의 이름인 Tierra del Fuego(불의 땅)도 유럽인들이 이러한 모습을 보고 지은 것이다.

## 역사
이들은 약 10,000년 전부터 이미 이 지역에 거주해온 것으로 보이며, 여러 유적들이 발견되었다. 이들의 고유어는 야간어로, 주변 어느 언어와도 연관되지 않은 고립어이다.
유럽인들과의 접촉은 19세기부터 시작되었는데, 당시 야간족의 인구는 약 3000명이었던 것으로 추정된다. 여러 전문가들은 해당 지역을 탐구하며 그들을 인상깊게 받아들였다.
로버트 피츠로이가 선장으로 있던 영국의 HMS 비글은 티에라델푸에고에 표류하면서 야간족 몇을 포로로 잡았었는데, 영국인들은 이들을 '개화'하기로 마음먹고 영어와 기독교 등 서양 문명을 가르쳤으며, 결국 그들이 생각하기에 성공적인 단계에 이르러 영국으로 데려가졌고, 일약 유명인물들이 되었다. 이 야간족 사람들은 유명한 비글호의 두 번째 항해 때 고향으로 돌아갔다.
특히 찰스 다윈도 야간족들과 접촉하였었는데, 이 경험을 "단언컨대 내가 목격한 것 중 가장 흥미로운 광경이었으며, 나는 야만인과 문명인의 차이가 그토록 큼을 실감했다"며 언급했다. 그러면서도 포획된 야간족 중 Jemmy Button에 대해서는 "그 비문명적이던 야간족과 같은 인종에서 나온 인물임을 생각하면 그의 좋은 인품에 감탄할 수밖에 없다"고 언급하기도 했다. 이 경험은 다윈의 사상에 큰 영향을 끼쳤다.
이후 많은 야간족 사람들이 유럽에서 온 전염병으로 사망했으며, 이후로도 '영역을 침해한다'며 정착민들이 고용한 사냥꾼들에게 학살당해갔다. 칠레의 인구조사에 의하면 2002년 기준 1,685명의 야간족 사람이 있으나 대부분 야간족의 정체성은 가지지 않고 있다. 최후의 순혈 야간족 인물인 Cristina Calderón은 2017년 기준 생존해있다.
2022년 2월 Cristina Calderón은 93세의 나이로 사망했다.

## 같이 보기
- 셀크남족
- 티에라델푸에고 제도